# 9-辛基二十二烷
9-辛基二十二烷（英語：9-Octyldocosane）化学式C30H62 是一种支链烷烃，是三十烷的同分异构体。它可由正辛基溴化镁和十四酸为原料反应制得。其比浓粘度（viscosity number）为101。